# Bela repa
Bela repa (Brassica rapa subsp. rapa) je korenasto povrće koje se obično uzgaja u umerenim klimatskim uslovima širom sveta zbog svog belog, mesnatog korena. Male, nežne sorte se uzgajaju za ljudsku ishranu, dok se veće sorte uzgajaju kao hrana za stoku. Naziv turnip – koji se koristi u mnogim regionima – takođe može uključivati rutabagu, nip ili svid.

## Etimologija
Poreklo reči turnip je neizvesno, mada se pretpostavlja da bi to mogla biti složenica od turn kao u rounded (zaobljen) na strugu i neep, izvedeno od latinskog napus, reči za biljku. Prema Univerzalnom etimološkom rečniku engleskog jezika, turn se odnosi na „okrugli napus da bi se razlikovao od napija, koji su uglavnom bili dugački“.

## Opis
Najčešća vrsta repe je uglavnom bele kože, osim gornjih 1 do 6 centimetara (1⁄2 do 2 1⁄2 inča), koji vire iznad zemlje i ljubičasti su ili crveni ili zelenkasti na mestima gde su izloženi suncu. Ovaj nadzemni deo se razvija iz tkiva stabljike, ali je spojen sa korenom. Unutrašnje meso je potpuno belo. Koren je otprilike loptast, od 5—20 cm (2—8 in) u prečniku i nema bočne korene. Ispod, glavni koren (normalan koren ispod natečenog korena za skladištenje) je tanak i dugačak 10 cm (4 in) ili više; često se odreže pre nego što se povrće proda. Listovi rastu direktno iz nadzemnog ramena korena, sa malo ili bez vidljive krune ili vrata (kao kod rutabaga).
Listovi repe se ponekad jedu kao „repina salata“ („vrhovi repe“ u Velikoj Britaniji), a po ukusu podsećaju na senfno zelenilo (sa kojim su usko povezani). Zelena repa je uobičajen prilog u kuhinji na jugoistoku SAD, prvenstveno tokom kasne jeseni i zime. Poželjni su manji listovi. Sorte repe koje se uzgajaju posebno zbog lišća podsećaju na senfno zelje i imaju male korene. To uključuje rapini (brokole rabe), bok čoj i kineski kupus. Slično kao kod sirovog kupusa ili rotkvice, listovi i koreni repe imaju oštar ukus koji nakon kuvanja postaje blaži.
Koreni repe teže do 1 kilogram (2 pounds 3 ounces), iako se obično ubiraju kada su manji. Veličina je delimično funkcija sorte, a delom funkcija dužine vremena rasta repe.

## Ishrana
Kuvani zeleni listovi repe („repino zelje“) obezbeđuju 84 kilojoules (20 kilocalories) energije hrane u referentnoj porciji od 100 g (3 1⁄2 oz), i imaju 93 % vode, 4% ugljenih hidrata i 1% proteina, sa zanemarljivom količinom masti (tabela). Kuvano zelje je bogat izvor (više od 20% dnevne vrednosti, DV), posebno vitamina K (350% DV), sa vitaminom A, vitaminom C i folatom takođe u značajnom sadržaju (30% DV ili više, tabela). Kuvana repa takođe sadrži značajan udeo luteina (8440 mikrograma na 100 g).
U referentnoj količini od 100 grama, kuvani koren repe daje 92 kJ (22 kcal), sa samo vitaminom C u umerenoj količini (14% DV). Ostali mikroelementi u kuvanoj repi su u malom ili zanemarljivom sadržaju (tabela). Kuvana repa je 94% vode, 5% ugljenih hidrata i 1% proteina, sa zanemarljivom količinom masti.

## Istorija
Divlji oblici repe i njenih srodnika, senfa i rotkvice, nalaze se u zapadnoj Aziji i Evropi. Počevši od 2000. godine pre nove ere, srodne podvrste uljarica Brassica rapa, poput oleifera', možda su bile pripitomljene nekoliko puta od Mediterana do Indije, iako to nisu iste repe koje se uzgajaju zbog svojih korena. Prethodne procene datuma pripitomljavanja ograničene su na lingvističke analize imena biljaka.
Jestiva repa je prvi put pripitomljena u centralnoj Aziji pre nekoliko hiljada godina, za šta postoji podrška genetskih studija divljih i domaćih sorti koje pokazuju da su sorte iz centralne Azije genetski najraznovrsniji usevi. Drevne književne reference na repu u centralnoj Aziji, i postojanje reči za „repu“ u jezicima predaka regiona, takođe podržavaju repu kao originalni odomaćeni oblik Brassica rapa subsp. rapa. Kasnije se proširila na Evropu i istočnu Aziju, a farmeri u obe oblasti su kasnije birali veće listove; nakon toga je postala važna hrana u helenističkom i rimskom svetu. Repa se proširila u Kinu i stigla u Japan do 700. godine.
Repa je bila važna kultura u kuhinji Antebelum Amerike. Uzgajane su zbog svih zelenih delova, kao i zbog korena, i mogle su da daju jestivo zelenilo u roku od nekoliko nedelja od sadnje, što ih čini osnovnim proizvodom novih plantaža koje su još uvek u procesu ostvarivanja produktivnosti. Mogle bi da budu zasađene kasno u jesen, i da i dalje pružaju novopridošlim naseljenicima izvor hrane. Tipičan južnjački način kuvanja repe je bio da se kuva sa komadom slane svinjetine. Čorba dobijena ovim procesom bila je poznata kao lonac liker i servirana je sa izmrvljenim kukuruznim poneom,  često napravljenim od grubog brašna kada je malo drugog bilo dostupno duž granice pre rata.

## Kultivacija
Američka Kućna ciklopedija iz 1881. godine savetuje da se repa može uzgajati na poljima koja su drljana i orana. Preporučuje se sadnja krajem maja ili juna, a plevljenje i proređivanje motikom tokom celog leta.
Kao korenasti usev, repa najbolje raste u hladnom vremenu; visoke temperature uzrokuju da korenje postane drvenasto i lošeg ukusa. Obično se sade u proleće u hladnim klimatskim uslovima (kao što su sever SAD i Kanada) gde je sezona rasta samo 3-4 meseca. U umerenim klimatskim uslovima (onim sa vegetacijom od 5-6 meseci), repa se takođe može saditi u kasno leto kao drugi jesenji usev. U klimatskim uslovima sa toplim vremenom (sezona rasta od 7 ili više meseci), sade se u jesen. 55–60 dana je prosečno vreme od sadnje do žetve.
Repa je dvogodišnja biljka, od klijanja do reprodukcije prođe dve godine. Prvu godinu koren provodi rastući i čuvajući hranljive materije, a druge godine cveta, proizvodi seme i umire. Cvetovi repe su visoki i žuti, a seme se formira u mahunama nalik grašku. U oblastima sa manje od sedam meseci vegetacije, temperature su previše niske da bi korenje preživelo zimu. Za dobijanje semena potrebno je vaditi repu i čuvati je preko zime, vodeći računa da se ne oštetite listovi. Tokom proleća, može se vratiti u zemlju da bi završio životni ciklus.‍:98
- Turnip (cvet)
- Svežanj tokijske repe

## Relevantnost u ljudskoj upotrebi
U Engleskoj oko 1700. godine Čarls „Turnip“ Taunšend je promovisao upotrebu repe u četvorogodišnjem sistemu plodoreda koji je omogućio ishranu stoke tokom cele godine. U Sjedinjenim Državama, manje belo povrće se zove repa, dok se veće žuto naziva rutabaga, što je pozajmljenica iz švedskog rotabagge (dijalekatska reč iz Vastergotlanda). U većem delu Engleske repa je ista, dok se krupnije žute nazivaju šveđanima. U Škotskoj, veće žuto povrće se naziva repa.
U austrijskom regionu Vajldšonau farmeri proizvode neku vrstu rakije koja se zove Krautinger od varijacije Brassica rapa ssp. Rapa, pošto su za to dobili dozvolu pod caricom Marijom Terezijom u 18. veku. Poznata je po svom izrazitom ukusu i mirisu.

## Heraldika
Repa je staro povrće u heraldici. Koristio ga je Leonhard fon Kučač, princ-nadbiskup Salcburga. Repa je i dalje centralni deo štita Kučač am Ze.
Grb bivše opštine Kikala u Finskoj sadržao je repu.

## Literatura
- Troxell, William (2022-08-09). „What are Brassicas, Exactly?”. www.paveggies.org. Приступљено 2024-02-05.
- Nyerges, Christopher (2016). Foraging Wild Edible Plants of North America: More than 150 Delicious Recipes Using Nature's Edibles. Rowman & Littlefield. стр. 120—122. ISBN 978-1-4930-1499-6.
- Nugrahedi, Probo Y.; Verkerk, Ruud; Widianarko, Budi; Dekker, Matthijs (25. 11. 2014). „A Mechanistic Perspective on Process-Induced Changes in Glucosinolate Content in Brassica Vegetables: A Review”. Critical Reviews in Food Science and Nutrition. 55 (6): 823—838. PMID 24915330. S2CID 25728864. doi:10.1080/10408398.2012.688076.
- „Bayer CropScience first to sequence the entire genome of rapeseed/canola” (Саопштење). Bayer CropScience. 9. 10. 2009. Архивирано из оригинала 15. 6. 2013. г. Приступљено 25. 5. 2013.
- Overfield, Theresa (1995). „Phenylthiocarbamide”. Biological Variations in Health and Illness: Race, Age, and Sex Differences. CRC Press. стр. 102—3. ISBN 978-0-8493-4577-7.
- Wang, Xiaowu; Wang, Hanzhong; Wang, Jun; Sun, Rifei; Wu, Jian; Liu, Shengyi; Bai, Yinqi; Mun, Jeong-Hwan;  . (2011). „The genome of the mesopolyploid crop species Brassica rapa”. Nature Genetics. 43 (10): 1035—9. PMID 21873998. S2CID 205358099. doi:10.1038/ng.919.
- Angiosperm Phylogeny Group (2009). „An update of the Angiosperm Phylogeny Group classification for the orders and families of flowering plants: APG III”. Botanical Journal of the Linnean Society. 161 (2): 105—121. doi:10.1111/j.1095-8339.2009.00996.x . hdl:10654/18083 .
- Al-Shehbaz, I.A. (2012). „Neotropical Brassicaceae”. Neotropikey—Interactive key and information resources for flowering plants of the Neotropics. Приступљено 2017-07-12.
- Metcalfe, C.R.; Chalk, L. (1950). Anatomy of Dicotyledons. 1: Leaves, Stem, and Wood in relation to Taxonomy, with notes on economic Uses. Oxford At The Clarendon Press. стр. 79—87.
- „Brassicaceae: Characters, Distribution and Types (With Diagram)”. biologydiscussion. 2016-08-30. Приступљено 12. 7. 2017.
- Naser A. Anjum; Iqbal Ahmad; M. Eduarda Pereira; Armando C. Duarte; Shahid Umar; Nafees A. Khan, ур. (2012). The Plant Family Brassicaceae: Contribution Towards Phytoremediation. Environmental Pollution. Springer Science & Business Media. ISBN 9789400739123.
- Hall, J.C.; Sytsma, K.J.; Iltis, H.H. (2002). „Phylogeny of Capparaceae and Brassicaceae based on chloroplast sequence data”. American Journal of Botany. 89 (11): 1826—1842. PMID 21665611. S2CID 39584525. doi:10.3732/ajb.89.11.1826.
- Renate Schmidt; Ian Bancroft, ур. (2010). Genetics and Genomics of the Brassicaceae. Plant Genetics and Genomics: Crops and Models. 9. Springer Science & Business Media.
- Su, Jun-Xia; Wang, Wei; Zhang, Li-Bing; Chen, Zhi-Duan (јун 2012). „Phylogenetic placement of two enigmatic genera, Borthwickia and Stixis, based on molecular and pollen data, and the description of a new family of Brassicales, Borthwickiaceae” (PDF). Taxon. 61 (3): 601—611. doi:10.1002/tax.613009. Архивирано (PDF) из оригинала 2017-08-03. г.
- Al-Shehbaz, Ihsan A. (2012). „A generic and tribal synopsis of the Brassicaceae (Cruciferae)”. Taxon. 61 (5): 931—954. doi:10.1002/tax.615002.
- Edger, Patrick P.; Tang, Michelle; Bird, Kevin A.; Mayfield, Dustin R.; Conant, Gavin; Mummenhoff, Klaus; Koch, Marcus A.; Pires, J. Chris (2014). „Secondary Structure Analyses of the Nuclear rRNA Internal Transcribed Spacers and Assessment of Its Phylogenetic Utility across the Brassicaceae (Mustards)”. PLOS One. 9 (7): e101341. Bibcode:2014PLoSO...9j1341E. PMC 4077792 . PMID 24984034. doi:10.1371/journal.pone.0101341 .
- Merriam-Webster, Merriam-Webster's Unabridged Dictionary, Merriam-Webster, Архивирано из оригинала 2020-05-25. г., Приступљено 2016-07-28.
- „Brassicales”. MOBOT. Приступљено 2017-07-18.
- Broadhurst, Catherine L.; Chaney, Rufus L. (2016). „Growth and Metal Accumulation of an Alyssum murale Nickel Hyperaccumulator Ecotype Co-cropped with Alyssum montanum and Perennial Ryegrass in Serpentine Soil”. Frontiers in Plant Science. 7 (451): 451. PMC 4824781 . PMID 27092164. doi:10.3389/fpls.2016.00451 .
- Woods, Harry Arthur. Ecological and Environmental Physiology of Insects. Ecological and Environmental Physiology Series. 3. Oxford biological.
- Winde, I; Wittstock, U. (2011). „Insect herbivore counteradaptations to the plant glucosinolate-myrosinase system”. Phytochemistry. 72 (13): 1566—75. Bibcode:2011PChem..72.1566W. PMID 21316065. doi:10.1016/j.phytochem.2011.01.016.
- Landis, Doug. „Management Options”. Integrated Pest Management. Michigan State University. Приступљено 10. 9. 2017.
- Reardon, Richard. „FHTET Biological Control Program—Sponsored Projects” (PDF). FHTET Biological Control Program. USDA Forest Service. Архивирано (PDF) из оригинала 2022-10-09. г. Приступљено 10. 9. 2017.
- Becker, R. (2017). „Implementing Biological Control of Garlic Mustard—Environment and Natural Resources Trust Fund 2017 RFP” (PDF). Архивирано (PDF) из оригинала 2017-09-04. г.
- Guarino, Carmine; Casoria, Paolo; Menale, Bruno (2000). „Cultivation and use of isatis tinctoria L. (Brassicaceae) in Southern Italy”. Economic Botany. 54 (3): 395—400. S2CID 42741171. doi:10.1007/bf02864789.
- Binney, Ruth (2012). The Gardener's Wise Words and Country Ways. David & Charles. ISBN 978-0715334232.
- Koornneef, Maarten; Meinke, David (2010). „The development of Arabidopsis as a model plant” (PDF). The Plant Journal. 61 (6): 909—921. PMID 20409266. doi:10.1111/j.1365-313x.2009.04086.x . Архивирано (PDF) из оригинала 2022-10-09. г. Приступљено 2017-08-12.
- Hilty, John (2017). „Smooth Rock Cress”. Illinois Wildflowers. Dr. John Hilty. Приступљено 17. 4. 2018.

## Spoljašnje veze
- Multilingual taxonomic information from the University of Melbourne
- Alternative Field Crop Manual: Turnip